# ژان کریستف بوئه
ژان کریستف بوئه (انگلیسی: Jean-Christophe Bouet؛ زادهٔ ۲۱ ژوئیهٔ ۱۹۸۳) بازیکن فوتبال اهل فرانسه است.